# Białyszewo-Towarzystwo
Białyszewo-Towarzystwo (prononciation : [bjawɨˈʂɛvɔ tɔvaˈʐɨstfɔ]) est un village polonais de la gmina de Sierpc dans le powiat de Sierpc de la voïvodie de Mazovie dans le centre-est de la Pologne.
Le village comptait approximativement une population de 82 habitants en 2006.

## Histoire
De 1975 à 1998, le village appartenait administrativement à la voïvodie de Płock.

Depuis 1999, il appartient administrativement à la voïvodie de Mazovie